# De Akkermolen
De Akkermolen (pronunciación en neerlandés: /də ˈʔɑkərmoːlə(n)/ ;en inglés: The Field Mill) es un molino de viento holandés del siglo XVII situado en la ciudad de Zundert, al sur de los Países Bajos. Construido alrededor de 1605 para reemplazar un molino de viento anterior, siguió activo moliendo grano hasta que sufrió graves daños en 1950. Fue comprado por el gobierno local y restaurado en 1961, siendo catalogado como patrimonio nacional en 1974.

## Historia

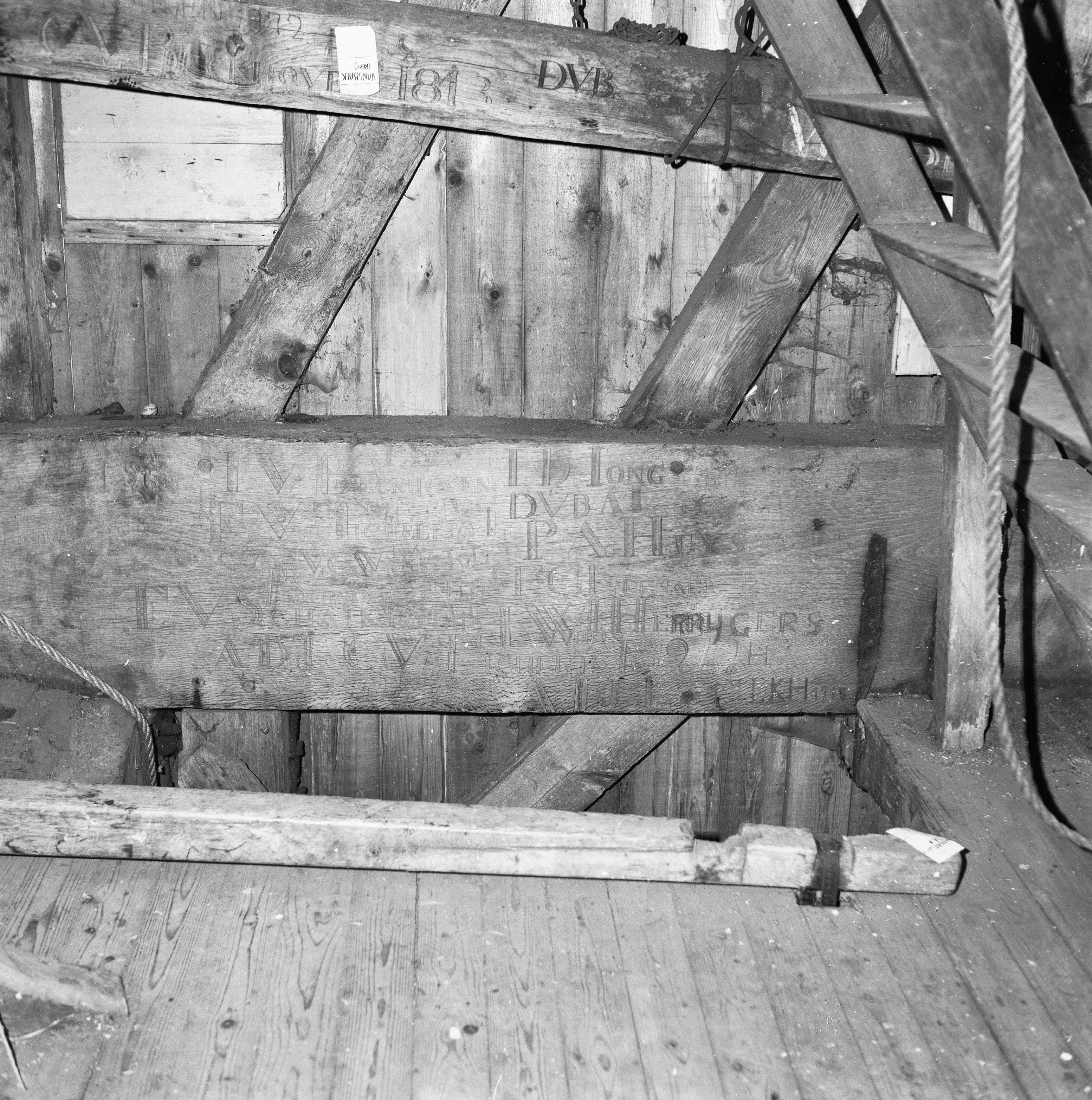
Inscripciones de 1804

Había existido un molino de viento anterior en el mismo lugar, mencionado en 1557 como "el molino en el campo Sundertsch" (de molen en de Sundertsche Akker). A su vez, este molino de viento anterior había sustituido a un molino de agua cercano, De Poelmolen, mencionado en 1438. El molino de viento anterior fue destruido en 1584 por las tropas españolas y la construcción de un nuevo molino requirió varios años. El nuevo molino de viento se mencionó por primera vez en 1605.
El molino era propiedad del margrave de Bergen op Zoom y era un banmolen ( nl ), lo que significa que los campesinos de la localidad estaban obligados a utilizarlo para moler su trigo. En 1794 pasó a ser propiedad de Guillermo V, príncipe de Orange y barón de Breda. Los banmolens fueron eliminados del derecho consuetudinario durante la Revolución francesa, lo que significaba que las personas podían elegir dónde querían moler su trigo, y en 1830 el molino se convirtió en propiedad privada. Se usó constantemente como molino hasta que el eje de madera se rompió en 1950, lo que provocó que las velas se estrellaran contra el suelo, lo que hizo que su futuro fuera incierto. Comprado en 1959 por el gobierno municipal de Zundert, se restauró en 1961. Dejó de ser un molino activo, pero estaba en condiciones de funcionar. El molino necesitó otra restauración en 1991 cuando fue desarmado y reconstruido.

## Descripción

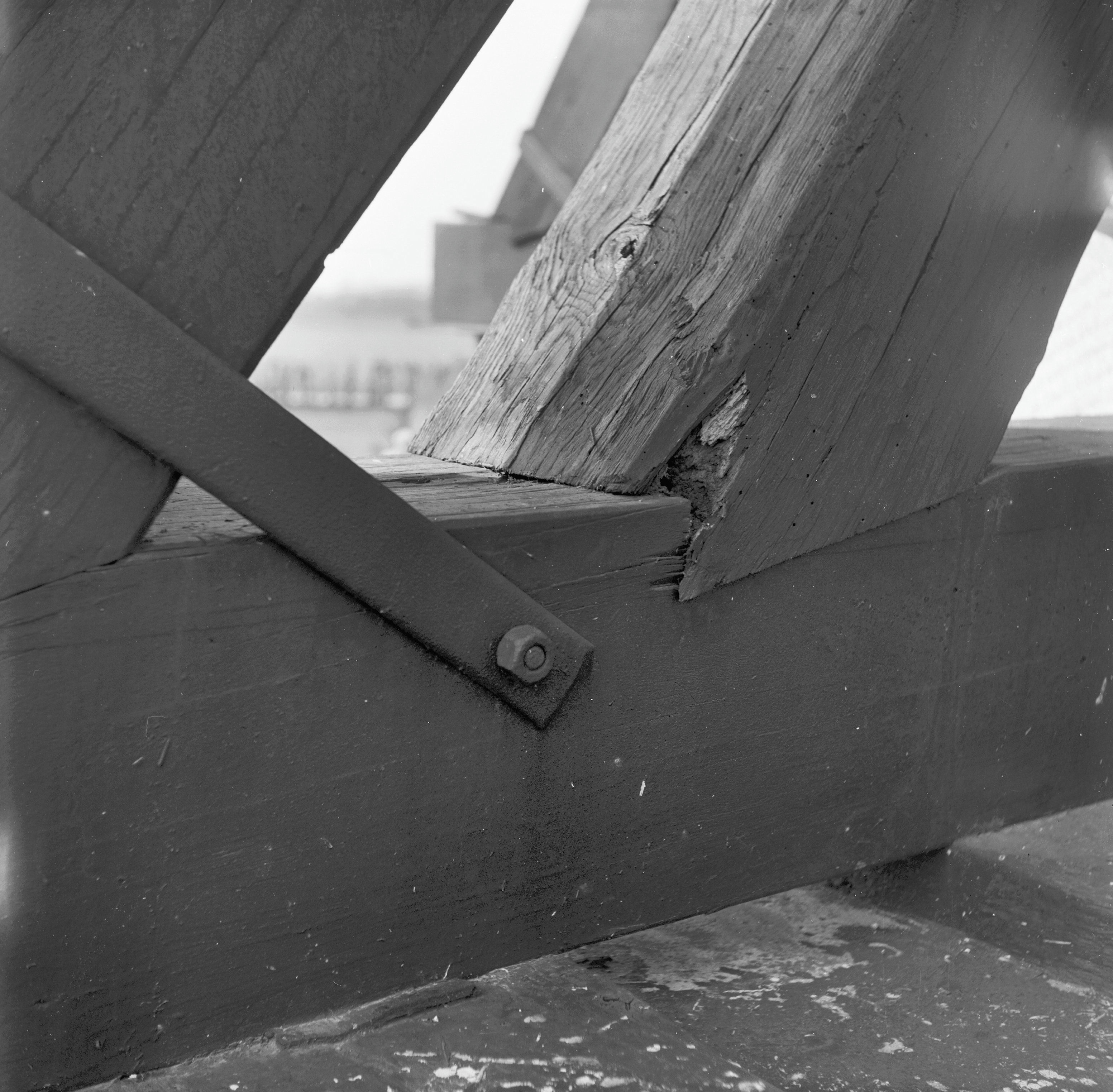
"Kruisplaat", la unión del cruce y los cuartos de barra dobles

De Akkermolen se construyó como un molino de postes de caballete abierto, lo que significa que todo el cuerpo del molino que alberga la maquinaria está montado en un solo poste o caballete vertical descubierto, alrededor del cual se puede girar para llevar las velas al viento. El molino es de madera pintada, la carrocería está parcialmente cubierta de alquitrán y tiene un techo de impermeabilización bituminosa. El molino tiene cuatro velas comunes de 23 metros que accionan una rueda de 71 piñones, accionando la tuerca de piedra del piñón de la linterna, que tiene 15 duelas. La tuerca de piedra impulsa un par de muelas Cullen de Mayen ("Cullen" para " Colonia ", donde se comercializaban las muelas de 1,5 metros.
En el interior del molino se pueden encontrar inscripciones del molinero y sus ayudantes de 1804.
El molino fue incluido en la lista de patrimonio nacional (n ° 41113) el 11 de julio de 1974. Está abierto al público el primer sábado del mes o con cita previa.